# Elsa Gidoni
Elsa Gidoni (12 de marzo de 1901 - 19 de abril de 1978) fue una arquitecta y diseñadora de interiores nacida en Letonia.

## Carrera
Gidoni nació en Riga, Letonia. Estudió arquitectura en la Universidad Técnica de Berlín, fundando su propia firma de diseño de interiores en 1929.
En 1933, luego de que Adolfo Hitler se convirtiera en canciller, Gidoni abandonó Berlín y se asentó en la ciudad de Tel Aviv. En 1938 se mudó a Nueva York donde trabajó como diseñadora de interiores para Heimer & Wagner y más tarde para Kahn & Jacobs.
Se hizo miembro del Instituto Americano de Arquitectos (AIA) en 1943. En 1960 fue una de las 260 mujeres en el AIA y una de las 12 que ejercía su profesión en la ciudad de Nueva York.
Se casó con Alexis Gluckmann. En abril de 1978 falleció a la edad de 77 años en su casa en Washington D. C.

## Trabajos seleccionados
- Pabellón Sueco, Tel Aviv, 1934
- Casa de apartamentos, Tel Aviv, 1937
- Pabellón General Motors Futurama, 1939
- Biblioteca de Investigación, 23 West 26th Street, Nueva York